# Royal Academy of Dramatic Art

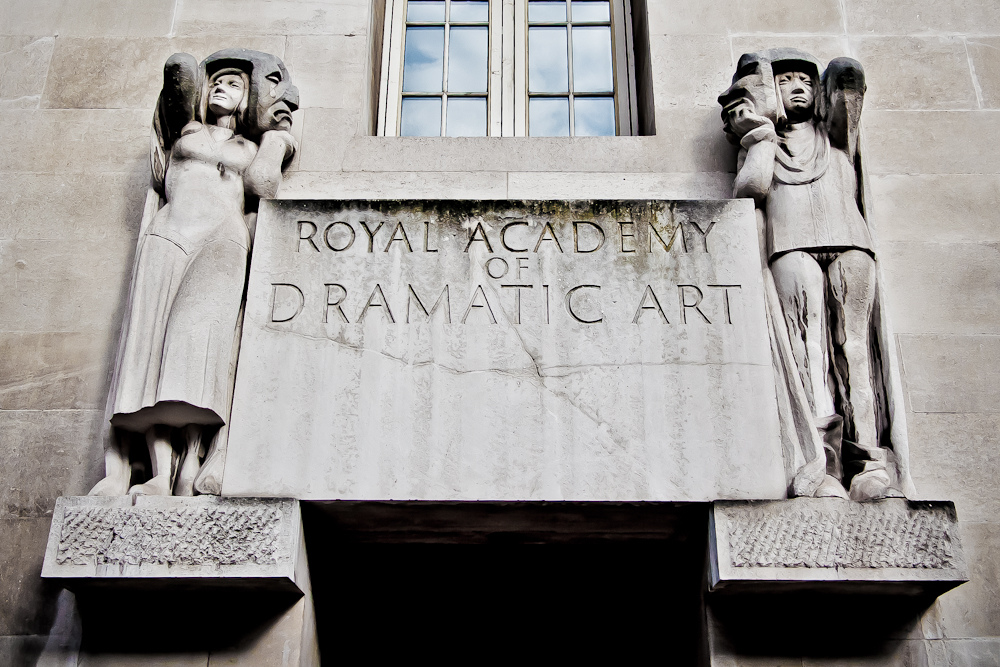
Skylt ovanför porten.

Royal Academy of Dramatic Art (förkortning: RADA) är en välrenommerad teaterhögskoleutbildning i Storbritanniens huvudstad London. 

## Bakgrund
Den grundades 1904 av Sir Herbert Beerbohm Tree, en iscensättare av Shakespeare-pjäser. Styrelsen utgjordes under de första åren av Johnston Forbes-Robertson, Arthur Wing Pinero, J.M. Barrie, W.S. Gilbert, Irene Vanbrugh och George Bernard Shaw. RADA erhöll Royal charter-status 1920 och har från 1924 erhållit offentliga subventioner.
Några brittiska skådespelare som är utbildade vid RADA är bland andra John Gielgud, Flora Robson, Vivien Leigh, Kenneth Branagh, Anthony Hopkins, Timothy Dalton, Ralph Fiennes, Imelda Staunton, Julian Glover, Albert Finney, Margaret Lockwood, Ciarán Hinds, Tom Hiddleston, Richard Warwick och Alan Rickman.
På skolan har också ett mindre antal icke brittiska medborgare studerat, däribland de svenska skådespelarna Fredrik Ohlsson och Jan Blomberg,